# Celtic F.C.
Celtic Football Club je škotski nogometni klub iz Glasgowa osnovan 1888. godine. Najveći uspjeh doživio je osvajanjem Kupa prvaka (današnja Liga prvaka). Domaće utakmice igra na Celtic Parku. Celticov najveći rival je gradski suparnik Rangers F.C.

## Povijest
Nogometni klub je osnovan 1887. na sastanku u katoličkoj crkvi u istočnom dijelu Glasgowa. Prvotna svrha kluba je bila skupljanje novca za dobrotvornu organizaciju koju je vodio brat Walfrid, a sve u cilju borbe protiv siromaštva. Bratu Walfridu je u tome bio uzor klub Hibernian, kojeg su također osnovali irski useljenici, ali u Edinburghu. Ime Celtic je odabrano upravo s ciljem odražavanja irskih i škotskih korijena kluba.
Najvažnija godina kluba je 1967. kada je Celtic, osim toga što je pod vodstvom trenera Jocka Steina, osvojio sve domaće trofeje, pobijedio Inter u finalu Kupa Prvaka. 25. svibnja 1967. rezultat je bio 2:1 za škotski klub. Time su postali prvi britanski klub koji je osvojio to natjecanje, koje se kasnije pretvorilo u Ligu prvaka. Po igračima iz te generacije, takozvanim "Lisabonskim lavovima", nazvana je jedna tribina Celtic Parka. Svih jedanaest je rođeno u ili oko Glasgowa.
Godine 2003. Celtic je došao do finala Kupa UEFA koje se igralo u Sevilli. Izgubili su od FC Porta 3:2 u produžetcima, iako je Henrik Larsson za škotski sastav zabio oba gola. Trener je tada bio Martin O' Neill, koji je Kup UEFA prethodno bio uspio osvojiti s Nottingham Forrestom.
125. godišnjica kluba se poklopila s domaćom pobjedom 2:1 nad Barcelonom.
Prva sezona pod vodstvom Brendana Rodgersa, 2016./2017. je posebna po tome što je klub ostao neporažen cijelu sezonu, uspjeh koji je u prvom razredu škotskog nogometa ostvario još samo Rangers 1899. godine. Nakon što je Rodgers otišao usred sezone u 2019. da bi preuzeo Leicester City, Neil Lennon se vratio da bi po drugi put vodio Celtic, te je dovršio sezonu tako što je osigurao osmi uzastopni naslov prvaka i osvojio Škotski kup, nakon čega je potvrđeno da ostaje na klupi kluba.

## Dresovi i grb
Celtic je poznat po svojim zeleno-bijelim vodoravno prugastim dresovima (engl. Hoops). Domaći dres s tim uzorkom su počeli nositi od 1903. Grb kluba s četverolisnom djetelinom se prvi put pojavio u 1930-im godinama.

## Navijači
U 2003. je broj Celticovih navijača procijenjen na 9 milijuna. U svijetu djeluje više od 160 klubova navijača Celtica u 20 zemalja. Skupina najgorljivijih navijača kluba se zove Zelena Brigada (The Green Brigade). Navijači Celtica su višekratno nagrađivani za svoje uzorno ponašanje, navijanje i koreografiju, prvi put 2003., a drugi put 2017., kada su koreografijom obilježili 50. godišnjicu pobjede u finalu Kupa Prvaka 1967.

## "Old Firm"
Celtic F.C. i Rangers F.C., nose zajednički naziv "Old Firm", što je preraslo u ime za njihov odnos žestokog suparništva. Ova dva kluba zajedno su osvojila 101 naslov od početka škotskog prvenstva u 1890, a drugi klubovi samo 19 puta. Suparništvo je zasnovano na vjerskim razlikama i stanju društva u vrijeme kada su klubovi nastajali. Celtic većinu navijača crpi iz populacije irskog podrijetla, katoličke vjeroispovijesti te sa stavom irskog republikanizma. Rangers F.C. pak, podržavaju u pravilu škotski i sjevernoirski protestanti, većinom sa stavom irskog unionizma.

## Uspjesi

### Škotski uspjesi
- Škotsko prvenstvo (Premiership) (55):

1892./93., 1893./94., 1895./96., 1897./98., 1904./05., 1905./06., 1906./07., 1907./08., 1908./09., 1909./10., 1913./14., 1914./15., 1915./16., 1916./17., 1918./19., 1921./22., 1925./26., 1935./36., 1937./38., 1953./54., 1965./66., 1966./67., 1967./68., 1968./69., 1969./70., 1970./71., 1971./72., 1972./73., 1973./74., 1976./77., 1978./79., 1980./81., 1981./82., 1985./86., 1987./88., 1997./98., 2000./01., 2001./02., 2003./04., 2005./06., 2006./07., 2007./08., 2011./12., 2012./13., 2013./14., 2014./15., 2015./16., 2016./17., 2017./18., 2018./19., 2019./20., 2021./22., 2022./23., 2023./24., 2024./25.
- Škotski nogometni kup (42):

1891./92., 1898./99., 1899./00., 1903./04., 1906./07., 1907./08., 1910./11., 1911./12., 1913./14., 1922./23., 1924./25., 1926./27., 1930./31., 1932./33., 1936./37., 1950./51., 1953./54., 1964./65., 1966./67., 1968./69., 1970./71., 1971./72., 1973./74., 1974./75., 1976./77., 1979./80., 1984./85., 1987./88., 1988./89., 1994./95., 2000./01., 2003./04., 2004./05., 2006./07., 2010./11., 2012./13., 2016./17., 2017./18., 2018./19., 2019./20., 2022./23., 2023./24.
- Škotski Liga kup (22):

1956./57., 1957./58., 1965./66., 1966./67., 1967./68., 1968./69., 1969./70., 1974./75., 1982./83., 1997./98., 1999./2000., 2000./01., 2005./06., 2008./09., 2014./15., 2016./17., 2017./18., 2018./19, 2019./20., 2021./22., 2022./23., 2024./25.

### Europski uspjesi
UEFA Liga prvaka:
- Pobjednik (1): 1966./67.[9]
- Finalist (1): 1969./70.[10]

Kup UEFA:
- Finalist (1): 2002./03.[11]

Interkontinentalni kup:
- Finalist (1): 1967.[12]

## Najbolji strijelci

### U prvenstvu, kupu i Škotskom Liga kupu, te euro-kupovima
James McGrory - 522 

 Bobby Lennox - 273 

 Henrik Larsson - 242 

 Stevie Chalmers - 231 

 Jimmy Quinn - 217 

 Patsy Gallacher - 192 

 John Hughes - 189 

 Sandy McMahon - 171 

 Jimmy McMenemy - 168 

 Kenny Dalglish - 167 

### U škotskom prvenstvu
Jimmy McGrory- 395 

 Jimmy Quinn - 187 

 Patsy Gallacher - 186 

 Henrik Larsson - 174 

 Bobby Lennox - 167 

 Stevie Chalmers - 159 

 Jimmy McMenemy - 144 

 Sandy McMahon - 130 

 Adam McLean - 128 

 John Hughes - 115 

## Poznati igrači
- Henrik Larsson
- Kenny Dalglish
- Virgil van Dijk
- Victor Wanyama
- Fraser Forster
- Jimmy McGrory
- Bobby Lennox
- Tom Rogić
- Shunsuke Nakamura
- Mark Viduka
- Josip Juranović

## Vanjske poveznice
- Službene stranice nogometnog kluba Celtic F.C. (engl.)
- Klub hrvatskih navijača Celtica  Arhivirana inačica izvorne stranice od 20. listopada 2010. (Wayback Machine)
- Hrvatska udruga Benedikt[neaktivna poveznica] Katolički nogometni klub - nastao na temeljima ljubavi i vjere, 26. listopada 2012., pripremio I. Remeta